# Pa-Pa-Pa ザ★ムービー パーマン タコDEポン!アシHAポン!
- 藤子不二雄（連載） > 藤子・F・不二雄（著作） > パーマン > 映画 > Pa-Pa-Pa ザ★ムービー パーマン タコDEポン!アシHAポン!
- 藤子不二雄 > アニメ > パーマン > 映画 > Pa-Pa-Pa ザ★ムービー パーマン タコDEポン!アシHAポン!

『Pa-Pa-Pa ザ★ムービー パーマン タコDEポン!アシHAポン!』（パパパ ザ・ムービー パーマン タコデポン アシハポン）は、2004年3月6日に公開された日本のアニメーション映画である。上映時間33分。
『パーマン』の映画作品のひとつであり、2003年公開の『Pa-Pa-Pa ザ★ムービー パーマン』の続編となる平成シリーズ第2弾。原作の「鉄の棺おけ突破せよ」をベースにした作品。同時上映は『ドラえもん のび太のワンニャン時空伝』と『ドラえもんアニバーサリー25』

## あらすじ
人気アイドル・星野スミレがさらわれた。それは全世界をタコだらけにして征服しようとするドクター・オクトの仕業だという。スミレの大ファンであるミツオことパーマン1号は、普段以上に力が入るが、敵はタコ。墨を吐かれるわ、吸盤で吸い付かれるわ、一筋縄ではいかない。果たしてパーマンたちは、スミレを助けることができるのか。

## 声の出演
- パーマン1号 / 須羽ミツ夫 - 三輪勝恵
- パーマン2号 / ブービー - 大竹宏
- パーマン3号（パー子） / 星野スミレ - 増山江威子
- パーマン4号（パーやん） / 大山法善 - 肝付兼太
- バードマン - 安原義人
- カバオ - 鈴木清信
- サブ - 千葉繁
- ドン石川 - 内海賢二
- 子分 - 田口昂、岡野浩介
- ロコ - こおろぎさとみ
- 男 - 山口勝平、大西健晴、木村雅史
- 女 - 宇和川恵美、若菜ようこ、新千恵子
- 若者 - 成田剣
- 警官 - 江川央生
- ナレーション - 中江真司
- ドクトル・オクト - 広川太一郎

## スタッフ
- 原作 - 藤子・F・不二雄
- 作画監督 - 富永貞義
- 美術監督 - 明石聖子
- 撮影監督 - 箭内光一
- 編集 - 岡安肇
- 録音監督 - 大熊昭
- 音楽 - 若草恵
- 監督・脚本 - 渡辺歩
- 演出 - 善聡一郎
- 動画検査 - 吉田浩美、加来由加里、黒川祥一
- 色彩設計 - 今泉ひろみ
- 仕上検査 - 井上喜代美
- 原画 - 高倉佳彦、原勝徳、鎌田祐輔、植村淳、岡山太郎、SAKUMA、林一哉、飯田宏義、佐々木政勝、針金屋英郎、長谷川哲也、青山浩行、さくましげこ、山本晴貴、石川貴正、山地万
- 動画 - 家野尚代、大東閏子、西村美幸、小西富洋、八木綾乃、東田晴子、内原弘美、妻藤一治、門田昭与、新村杏子、中村真由美
- 背景 - スタジオユニ
- 撮影 - ライトフット
- データ編集 - 三宅圭貴
- 編集 - 小島俊彦、中葉由美子、村井秀明、川崎晃洋
- 総合データ保守・EDテロップ - 柏原健二
- 3DCG協力 - 水谷英二、田森敦
- 音響制作 - AUDIO PLANNING U
- レコーティングスタジオ - APU MEGURO STUDIO
- ミキサー - 大城久典、内山敬章
- 効果 - 松田昭彦、西村睦弘（フィズサウンドクリエイション）
- 音楽協力 - 斉藤裕二
- デジタル光学録音 - 西尾舞
- ドルビーフィルムコンサルタント - 河東努、森幹生
- 現像 - 東京現像所
- 宣伝協力 - 小学館プロダクション
- 制作デスク - 吉田有希
- 制作担当 - 大金修一
- プロデューサー - 山田俊秀、木村純一、濱田千佳、太田賢司
- 制作協力 - 藤子プロ、ADK
- 制作 - シンエイ動画、小学館、テレビ朝日

## 主題歌
エンディングの歌詞表示はカラオケのテロップのような形となっており、なおかつデュエット曲であるため三輪のパートではパーマン1号の顔が、広川のパートではタコの絵が歌詞と共に流れる。
オープニングテーマ「きてよパーマン」
作詞 - 藤子・F・不二雄 / 作曲 - 古田喜昭 / 編曲 - たかしまあきひこ / 歌 - 三輪勝恵・コロムビアゆりかご会
エンディングテーマ「タコDEポン!アシHAポン!」
作詞 - 斉藤謙策 / 作曲・編曲 - ジャック・伝ヨール / 歌 - 三輪勝恵・広川太一郎